# Adam Eats the 80s – Fast Food Classics
Adam Eats the 80s – Fast Food Classics ist eine US-amerikanische Fernsehserie. Die Erstausstrahlung erfolgte in den USA im Februar 2022 auf History. Im deutschsprachigen Raum wurde die Serie erstmals im Fernsehen am 23. April 2023 auf ProSieben Maxx gezeigt, bereits ab dem 16. April stand sie auf Joyn als Stream zur Verfügung.

## Inhalt
Schauspieler und Moderator Adam Richman reist durch die Vereinigten Staaten, um Fast Food zu testen, das vor allem in den 1980er Jahren bekannt und verbreitet war. Dabei besucht er Restaurants, die bereits in diesem Jahrzehnt am Markt agierten, sowie Sammler verschiedener 1980er-Devotionalien und sucht Gerichte, die seitdem aus der Öffentlichkeit verschwunden sind.

## Episoden
Für die erste Staffel der Serie wurden im Jahr 2022 zehn Folgen produziert.
| Folge | Originaltitel            | Erstausstrahlung USA | Deutschsprachiger Titel       | Erstausstrahlung DE |
| ----- | ------------------------ | -------------------- | ----------------------------- | ------------------- |
| 1.01  | Rollin’ in Dough         | 27. Februar 2022     | Mission Frühstückspizza       | 16. April 2023      |
| 1.02  | Only in the 80s          | 27. Februar 2022     | Kurioser Kaugummi             | 23. April 2023      |
| 1.03  | Food Court Firsts        | 6. März 2022         | Kulinarisches aus der Mall    | 23. April 2023      |
| 1.04  | Fast Food Makeover       | 13. März 2022        | Früher schmeckte alles besser | 30. April 2023      |
| 1.05  | Lost Foods               | 20. März 2022        | Priazza und Calizza           | 7. Mai 2023         |
| 1.06  | Child’s Play             | 27. März 2022        | Kindheitsträume               | 30. April 2023      |
| 1.07  | Decade of Change         | 3. April 2022        | Entscheidende Jahre           | 7. Mai 2023         |
| 1.08  | May the Fork Be With You | 10. April 2022       | Möge die Gabel mit euch sein  | 16. April 2023      |
| 1.09  | Awesome 80s Collections  | 17. April 2022       | Zurück in die Zukunft         | 14. Mai 2023        |
| 1.10  | The Thirsty 80s          | 24. April 2022       | Trendiges Trinkgelage         | 14. Mai 2023        |